# Vaccino anti-varicella
Il vaccino della varicella è un vaccino a virus attenuato che protegge dalla varicella. Una dose di vaccino previene il 95% delle malattie moderate e il 100% delle malattie gravi. Se somministrato a coloro che non sono immuni entro cinque giorni dall'esposizione alla varicella, previene la maggior parte dei casi di malattia.  Vaccinare gran parte della popolazione protegge anche coloro che non sono vaccinati.  Viene somministrato per iniezione sottocutanea.
L'Organizzazione mondiale della sanità (OMS) raccomanda la vaccinazione di routine solo se un paese può mantenere vaccinato oltre l'80% delle persone. Se solo il 20-80% delle persone viene vaccinato, è possibile che un numero maggiore di persone contragga la malattia in età avanzata e che gli effetti patologici possano peggiorare. Negli Stati Uniti sono raccomandate due dosi a partire dai dodici ai quindici mesi. Dal 2012, la maggior parte dei paesi europei lo consiglia a tutti i bambini o solo a quelli ad alto rischio ma non tutti i paesi forniscono il vaccino a causa del suo costo o per il rischio di un eventuale aumento dei tassi di infezione da varicella e dell'herpes zoster negli adulti.
Gli effetti collaterali minori possono includere dolore nel sito di iniezione, febbre ed eruzione cutanea. Gli effetti collaterali gravi sono rari e si verificano principalmente in quelli con scarsa funzione immunitaria. Il suo uso nelle persone con AIDS dovrebbe essere fatto con cura. Non è raccomandato durante la gravidanza; tuttavia, le poche volte che è stato somministrato durante la gravidanza non hanno comportato problemi. Il vaccino è disponibile da solo o insieme al vaccino MPR, in una versione nota come vaccino MMRV. È costituito da virus attenuato.
Il vaccino contro la varicella è stato sviluppato per la prima volta dal virologo giapponese Michiaki Takahashi nel 1974 e venne commercializzato nel 1984. È incluso nell'elenco dei medicinali essenziali dell'Organizzazione mondiale della sanità, i medicinali più sicuri ed efficaci necessari in un sistema sanitario .
Il vaccino contro la varicella è efficace dal 70 al 90% per prevenire la varicella e in oltre il 95% dei casi è efficace per prevenire la varicella grave. Negli Stati Uniti sono state condotte valutazioni di follow-up di bambini immunizzati che hanno rivelato protezione per almeno 11 anni. Inoltre, sono stati condotti studi in Giappone che hanno indicato la copertura per almeno 20 anni.
Le persone che non sviluppano una protezione sufficiente quando ricevono il vaccino possono sviluppare un caso lieve di malattia quando sono in stretto contatto con una persona con la varicella. In questi casi, le persone mostrano pochissimi segni di malattia. Questo è stato il caso dei bambini che ricevono il vaccino nella loro prima infanzia e in seguito hanno contatti con i bambini con la varicella. Alcuni di questi bambini possono sviluppare una lieve varicella, nota anche come malattia rivoluzionaria.
Un altro vaccino, noto come vaccino anti-zoster, è semplicemente una dose più grande del normale dello stesso vaccino usato contro la varicella, ed è usato negli anziani per ridurre il rischio di fuoco di Sant'Antonio (chiamato anche herpes zoster) e nevralgia post-erpetica, che sono causati dallo stesso virus. Il vaccino zoster vivo (fuoco di Sant'Antonio) è raccomandato per gli adulti di età pari o superiore a 60 anni. Un vaccino ricombinante di zoster (fuoco di Sant'Antonio) è raccomandato per gli adulti di età pari o superiore a 50 anni.

## Storia
Il vaccino contro la varicella zoster è prodotto dal ceppo Oka / Merck del virus della varicella attenuato vivo. Il virus Oka è stato inizialmente ottenuto da un bambino con varicella naturale, introdotto nelle colture di cellule polmonari embrionali umane, adattato e propagato nelle colture embrionali di cellule di cavia e infine propagato nelle colture di cellule diploidi umane. Questa varietà è stata ulteriormente sviluppata da aziende farmaceutiche come Merck & Co. e GlaxoSmithKline.
Il Giappone è stato tra i primi paesi a vaccinare per la varicella. Il vaccino è stato autorizzato per la prima volta negli Stati Uniti nel 1995. La vaccinazione di routine contro il virus della varicella zoster viene eseguita anche negli Stati Uniti e l'incidenza della varicella è stata drasticamente ridotta (da quattro milioni di casi all'anno nell'era pre-vaccino a circa 400 000 casi all'anno come nel 2005). In Europa, la maggior parte dei paesi non vaccina contro la varicella, sebbene il vaccino stia ottenendo un utilizzo più ampio. In Australia, Canada e altri paesi hanno adottato raccomandazioni per l'immunizzazione di routine di bambini e adulti sensibili contro la varicella.
Altri paesi, come il Regno Unito, hanno raccomandazioni mirate per il vaccino, ad esempio per gli operatori sanitari sensibili a rischio di esposizione alla varicella. Nel Regno Unito, gli anticorpi della varicella vengono dosati come parte della routine delle cure prenatali e, entro il 2005, tutto il personale del National Health Service aveva determinato la propria immunità ed era stato immunizzato se non era immune ed era a rischio contatto diretto con pazienti affetti. L'immunizzazione basata sulla popolazione contro la varicella non è altrimenti praticata nel Regno Unito.
La Chiesa cattolica ritiene moralmente accettabile l'utilizzo del vaccino contro la varicella, nonostante il suo sviluppo abbia riguardato delle linee cellulari derivate dall'aborto.

## Epidemiologia

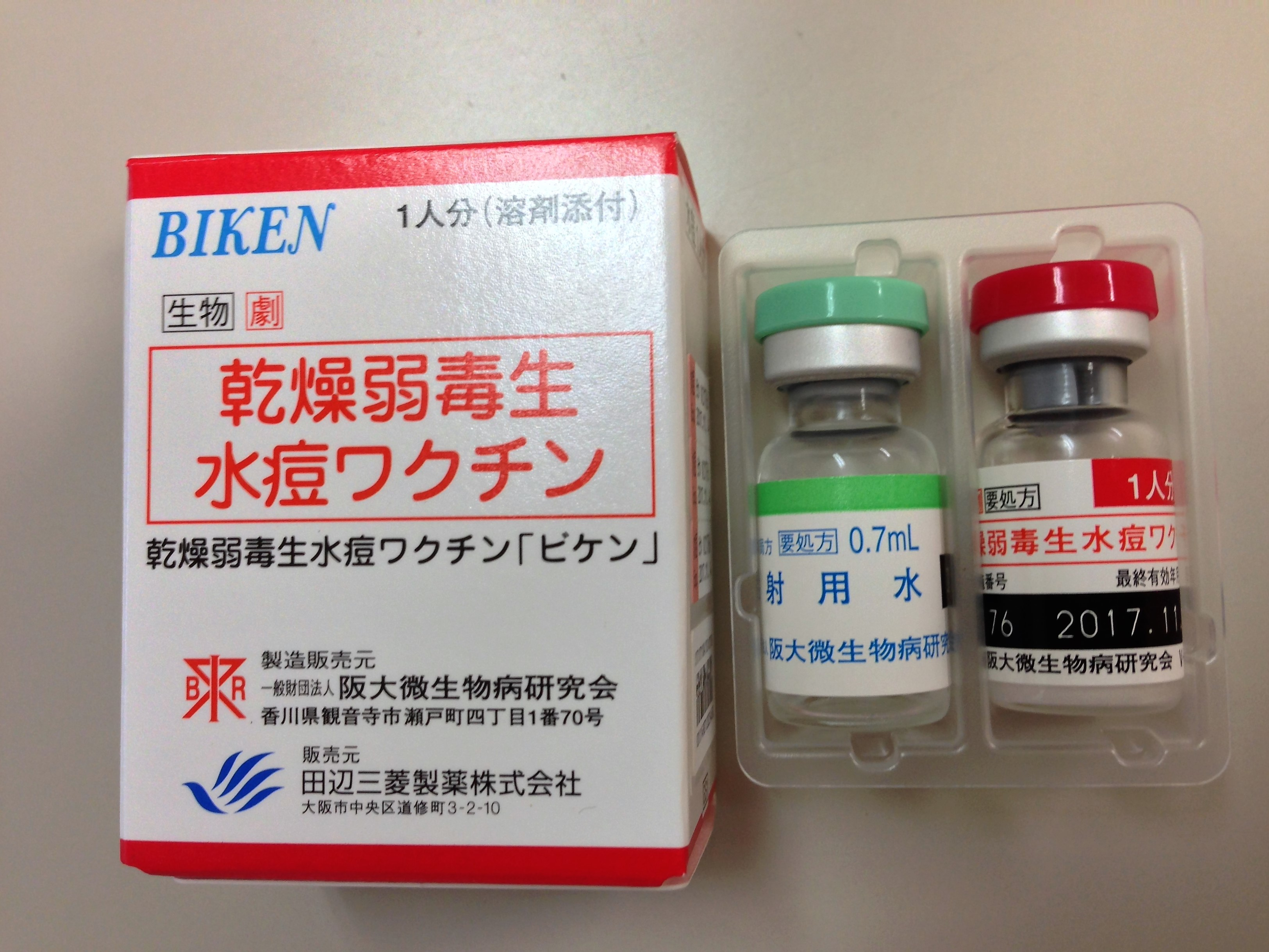

### Varicella
Prima dell'introduzione del vaccino nel 1995 negli Stati Uniti (rilasciato nel 1988 in Giappone e Corea), negli Stati Uniti c'erano circa 4 000 000 di casi all'anno, principalmente bambini, con in genere 10 500-1 313 000 ricoveri ospedalieri (intervallo, 8 000–18 000) e 100-150 morti ogni anno. Sebbene la maggior parte dei bambini lo abbia colto, la maggior parte dei decessi (fino all'80%) erano tra gli adulti.
Durante il 2003 e la prima metà del 2004, i Centers for Disease Control and Prevention (CDC) hanno riportato otto decessi per varicella, sei dei quali erano bambini o adolescenti. Questi decessi e ricoveri ospedalieri sono sostanzialmente diminuiti negli Stati Uniti a causa della vaccinazione, sebbene il tasso di infezione da herpes zoster sia aumentato poiché gli adulti sono meno esposti ai bambini infetti (che altrimenti aiuterebbero a proteggere contro l'herpes zoster). Dieci anni dopo che il vaccino è stato raccomandato negli Stati Uniti, il CDC ha riportato un calo del 90% nei casi di varicella, un declino del ricovero ospedaliero correlato alla varicella del 71% e un calo del 97% dei decessi per varicella tra i minori di 20 anni.
I vaccini sono meno efficaci tra i pazienti ad alto rischio, oltre ad essere più pericolosi perché contengono virus vivi attenuati. In uno studio condotto su bambini con un sistema immunitario compromesso, il 30% aveva perso l'anticorpo dopo cinque anni e l'8% aveva già preso la varicella selvatica in quel periodo di cinque anni.

### Herpes zoster
L'herpes zoster o ganglionite posteriore acuta (comunemente denominato fuoco di Sant'Antonio) si verifica più spesso negli anziani ed è visto solo raramente nei bambini. L'incidenza dell'herpes zoster negli adulti vaccinati è di 0,9 / 1000 persone-anno e di 0,33 / 1000 persone / anno nei bambini vaccinati; questo è inferiore all'incidenza complessiva di 3,2 –4,2 / 1000 persone all'anno.
I casi di herpes zoster negli adulti possono aumentare dopo l'introduzione del vaccino contro la varicella, ma le prove non sono chiare. Mentre la ricerca che utilizza modelli computerizzati ha teso a sostenere l'ipotesi che i programmi di vaccinazione aumenterebbero l'incidenza di zoster a breve termine, l'evidenza degli studi epidemiologici è mista, e gli aumenti osservati nell'incidenza di zoster in alcuni studi potrebbero non essere in relazione ai programmi di vaccinazione, poiché l'incidenza aumenta prima dell'inizio del programma di vaccinazione contro la varicella.
Per quanto riguarda l'herpes zoster, i Centers for Disease Control and Prevention (CDC) hanno dichiarato nel 2014: "I vaccini contro la varicella contengono VZV vivo indebolito, che può causare un'infezione latente (dormiente). Il ceppo vaccinale VZV può riattivarsi più tardi nella vita e causare fuoco di Sant'Antonio. Tuttavia, il rischio di contrarre il fuoco di Sant'Antonio da VZV ceppo-vaccinale dopo la vaccinazione contro la varicella è molto più basso rispetto all'ottenere il fuoco di Sant'Antonio dopo un'infezione naturale con VZV di tipo selvaggio."

## Caratteristiche

### Durata dell'immunità
La durata a lungo termine della protezione dal vaccino contro la varicella non è nota, ma ora ci sono persone vaccinate venti anni fa senza prove di immunità calante, mentre altre sono diventate vulnerabili in appena sei anni. Le valutazioni della durata dell'immunità sono complicate in un ambiente in cui le malattie naturali sono ancora comuni, il che porta in genere a una sopravvalutazione dell'efficacia.
È stato scoperto che alcuni bambini vaccinati perdono il loro anticorpo protettivo in un periodo compreso tra cinque e otto anni. Tuttavia, secondo l'Organizzazione mondiale della sanità: "Dopo l'osservazione di popolazioni di studio per periodi fino a 20 anni in Giappone e 10 anni negli Stati Uniti, oltre il 90% delle persone immunocompetenti che sono state vaccinate da bambini erano ancora protetti dalla varicella." Tuttavia, poiché solo un bambino giapponese su cinque è stato vaccinato, l'esposizione annuale di questi vaccinati a bambini con varicella naturale ha potenziato il sistema immunitario dei vaccinati. Negli Stati Uniti, dove è stata praticata la vaccinazione contro la varicella universale, la maggior parte dei bambini non riceve più un potenziamento esogeno (esterno), quindi la loro immunità cellula-mediata al VZV (virus della varicella zoster) diminuisce, richiedendo vaccinazioni di richiamo alla varicella. Col passare del tempo, potrebbero essere necessari booster. Le persone esposte al virus dopo il vaccino tendono a manifestare casi più lievi di varicella.
La cattura della varicella "selvaggia" da bambino è stata comunemente pensata per provocare l'immunità per tutta la vita. In effetti, i genitori lo hanno deliberatamente assicurato in passato con "varicella party". Storicamente, l'esposizione degli adulti ai bambini contagiosi ha aumentato la loro immunità, riducendo il rischio di fuoco di Sant'Antonio. I Centers for Disease Control and Prevention (CDC, in italiano Centri per la prevenzione e il controllo delle malattie) e le corrispondenti organizzazioni nazionali stanno osservando attentamente il tasso di fallimento che può essere elevato rispetto ad altri vaccini moderni: grandi focolai di varicella si sono verificati nelle scuole che hanno richiesto la vaccinazione dei loro bambini.

### Controindicazioni
Il vaccino contro la varicella non è raccomandato per le persone gravemente ammalate, le donne in gravidanza, le persone che hanno la tubercolosi, le persone che in passato hanno avuto una grave reazione allergica al vaccino contro la varicella, le persone allergiche alla gelatina, le persone allergiche alla neomicina, le persone che ricevono alte dosi di steroidi, persone che ricevono un trattamento per il cancro con radiografie o chemioterapia, nonché persone che hanno ricevuto emoderivati o trasfusioni negli ultimi cinque mesi. Inoltre, il vaccino contro la varicella non è raccomandato per le persone che assumono salicilati (ad es. Aspirina).  Dopo aver ricevuto il vaccino contro la varicella, l'uso di salicilati deve essere evitato per almeno sei settimane.  Anche il vaccino contro la varicella non è raccomandato per le persone che hanno ricevuto un vaccino vivo nelle ultime quattro settimane poiché i vaccini vivi che vengono somministrati troppo presto l'uno nell'altro potrebbero non essere altrettanto efficaci.  Può essere utilizzabile nelle persone con infezione da HIV che hanno un buon emocromo e stanno ricevendo un trattamento adeguato. Farmaci antivirali specifici, come aciclovir, famciclovir o valacyclovir, non sono raccomandati 24 ore prima e 14 giorni dopo la vaccinazione.

### Effetti collaterali
Gli effetti collaterali gravi sono molto rari. Dal 1998 al 2013, è stata segnalata una sola morte correlata al vaccino: un bambino inglese con leucemia pre-esistente. In alcune occasioni, sono state riportate reazioni gravi come meningite e polmonite (principalmente nei bambini immunocompromessi inavvertitamente vaccinati) e anafilassi.
I possibili effetti collaterali lievi includono arrossamento, rigidità e indolenzimento nel sito di iniezione, nonché febbre. Alcune persone possono sviluppare un'eruzione cutanea lieve, che di solito appare intorno al sito di iniezione.
Esiste un rischio a breve termine di sviluppare herpes zoster (fuoco di Sant'Antonio) dopo la vaccinazione. Tuttavia, questo rischio è inferiore al rischio dovuto a un'infezione naturale con conseguente sviluppo del quadro clinico della Varicella. La maggior parte dei casi segnalati sono stati lievi e non sono stati associati a gravi complicanze.
Circa il 5% dei bambini che ricevono il vaccino sviluppa febbre o eruzione cutanea. I rapporti sulle reazioni avverse per il periodo 1995-2005 non hanno riscontrato decessi attribuiti al vaccino nonostante siano state erogate circa 55,7 milioni di dosi. Sono stati riportati casi di varicella correlata al vaccino in pazienti con un sistema immunitario indebolito, ma senza decessi.

## Programma vaccinale
L'Organizzazione mondiale della sanità (OMS) raccomanda una o due dosi con la dose iniziale da 12 a 18 mesi di età. La seconda dose, se somministrata, deve avvenire almeno da uno a tre mesi dopo. La seconda dose, se somministrata, offre l'ulteriore vantaggio di una migliore protezione contro tutta la varicella. Questo vaccino viene somministrato per via sottocutanea (sotto la pelle). È raccomandato per tutti i bambini di età inferiore ai 13 anni e per tutti i 13 anni o più che non hanno mai avuto la varicella.
I Centers for Disease Control and Prevention (CDC) raccomanda due dosi: la prima dose viene somministrata all'età di 12-15 mesi e una seconda dose all'età di 4-6 anni. Tuttavia, la seconda dose può essere somministrata già 3 mesi dopo la prima dose. Se un individuo non rispetta i tempi previsti per la vaccinazione di routine, l'individuo ha diritto a ricevere una vaccinazione di recupero. Per una vaccinazione di recupero, le persone di età compresa tra 7 e 12 anni devono ricevere una serie di 2 dosi a 3 mesi di distanza (un intervallo minimo di 4 settimane). Per le persone di età compresa tra 13 e 18 anni, la vaccinazione di recupero deve essere somministrata a distanza di 4-8 settimane (un intervallo minimo di 4 settimane). Il vaccino contro la varicella non è diventato ampiamente disponibile negli Stati Uniti fino al 1995.
Nel Regno Unito, il vaccino è raccomandato solo nelle persone particolarmente vulnerabili alla varicella. Il National Health Service mostra preoccupazione per i bambini non vaccinati che si ammalano di varicella da adulti quando è più pericoloso, un aumento del rischio di fuoco di Sant'Antonio negli adulti a causa della mancanza di contatto con i bambini infetti dalla varicella che forniscono una naturale spinta all'immunità e il fatto che la varicella sia di solito una malattia lieve.